# Klimmstein
Klimmstein ist eine österreichische Pop-/Reggaeband aus Graz, die 2004 ursprünglich von Max Bieder und Horst Klimstein gegründet wurde und später in der aus Christoph Hausmann, Max Bieder, Enzo Sutera, Toti Denaro und Gernot Höfler bestehenden Besetzung weitermachte. Österreichweit bekannt wurde sie vor allem durch das Lied Paris, Paris, das mit Joe Sumner – Sohn des Musikers Sting – aufgenommen wurde. Anfang 2011 erreichte die Gruppe damit Platz 1 beim SMS-Voting zur Song-Contest 2011-Vorentscheidung Guten Morgen Düsseldorf, das auf Ö3 Teil der Vorauswahl war. Bei der Fernsehshow am 25. Februar 2011, bei der der Starter für Österreich beim Eurovision Song Contest 2011 ermitteln wurde, erreichten Klimmstein den dritten Platz.

## Bandgeschichte
Die Gruppe gründete sich im Dezember 2004, erste Lieder wurden Anfang 2005 aufgenommen. Nach mehreren Auftritten erschien 2006 das Debütalbum Wildwochen, das in steirischer Mundart gehalten war. Einige Zeit später erschien auch eine DVD mit einem Live-Mitschnitt. Im Jahr 2010 lernten Klimmstein bei einem Auftritt den Sohn des Musikers Sting kennen, mit dem sie kurze Zeit später zusammenarbeiteten und das Lied Paris, Paris aufnahmen. Der Song schaffte es in die Playlisten der meisten bekannten Radiostationen Österreichs, unter anderem auf Ö3.

## Diskografie
Alben
- Wildwochen (2006)
- Überflieger (2011)
- Sancho Vida Loca (2015)

Videoalben
- Live aus der GMD (2007)